# 安藤由翔
安藤 由翔（あんどう なおと、1991年8月28日 - ）は、兵庫県神戸市出身のプロサッカー選手。ポジションはミッドフィールダー、ディフェンダー。

## 来歴
小学校1年の時に兄の影響でサッカーを始めた。地元のFCライオスユースを経て、京都産業大学に進学。チームの攻撃の要として活躍し、2012年には関西学生選抜に選出されデンソーカップチャレンジサッカーを制した。
2013年7月、翌シーズンからの加入が内定していたガイナーレ鳥取に特別指定選手として選手登録、左ウィングバックとして7試合に出場、J初得点も挙げた。2014年シーズンより正式加入し、左サイド全般（サイドバック・ウィングバック・サイドハーフ）として12試合に先発出場。2015年には前線寄りのポジションでリーグ全36試合中35試合（先発34試合）に出場した。
2016年、同期のFW中山仁斗と共にレノファ山口FCへ完全移籍したが、同シーズンをもって契約満了により退団。
2017年より、栃木SCに加入。しかし出場機会になかなか恵まれず、8月9日、同一リーグのライバルであるギラヴァンツ北九州へ完全移籍することが発表された。移籍した年は6試合、翌2018年は27試合に出場したが、2019年1月11日になり、同年の契約更新をしないことが発表され、同年3月1日、藤枝MYFCに完全移籍することが発表された。
2021年、カターレ富山へ完全移籍。
2024年、ヴァンラーレ八戸へ完全移籍。

## 所属クラブ
- 若草少年サッカークラブ
- FCライオスジュニアユース
- FCライオスユース (兵庫県立須磨友が丘高等学校)
- 京都産業大学
  - 2013年7月 - 同年12月 ガイナーレ鳥取 (特別指定選手)
- 2014年 - 2015年  ガイナーレ鳥取
- 2016年  レノファ山口FC
- 2017年 - 同年8月  栃木SC
- 2017年8月 - 2018年  ギラヴァンツ北九州
- 2019年 - 2020年  藤枝MYFC
- 2021年 - 2023年  カターレ富山
- 2024年 -  ヴァンラーレ八戸

## 個人成績
| 国内大会個人成績 | 国内大会個人成績 | 国内大会個人成績 | 国内大会個人成績 | 国内大会個人成績 | 国内大会個人成績 | 国内大会個人成績 | 国内大会個人成績 | 国内大会個人成績 | 国内大会個人成績 | 国内大会個人成績 | 国内大会個人成績 |
| 年度             | クラブ           | 背番号           | リーグ           | リーグ戦         | リーグ戦         | リーグ杯         | リーグ杯         | オープン杯       | オープン杯       | 期間通算         | 期間通算         |
| 年度             | クラブ           | 背番号           | リーグ           | 出場             | 得点             | 出場             | 得点             | 出場             | 得点             | 出場             | 得点             |
| 日本             | 日本             | 日本             | 日本             | リーグ戦         | リーグ戦         | リーグ杯         | リーグ杯         | 天皇杯           | 天皇杯           | 期間通算         | 期間通算         |
| ---------------- | ---------------- | ---------------- | ---------------- | ---------------- | ---------------- | ---------------- | ---------------- | ---------------- | ---------------- | ---------------- | ---------------- |
| 2013             | 鳥取             | 32               | J2               | 7                | 1                | -                | -                | -                | -                | 7                | 1                |
| 2014             | 鳥取             | 13               | J3               | 24               | 1                | -                | -                | 2                | 1                | 26               | 2                |
| 2015             | 鳥取             | 13               | J3               | 35               | 5                | -                | -                | 2                | 1                | 37               | 6                |
| 2016             | 山口             | 13               | J2               | 13               | 0                | -                | -                | 2                | 1                | 15               | 1                |
| 2017             | 栃木             | 28               | J3               | 5                | 0                | -                | -                | -                | -                | 5                | 0                |
| 2017             | 北九州           | 31               | J3               | 6                | 1                | -                | -                | -                | -                | 6                | 1                |
| 2018             | 北九州           | 8                | J3               | 27               | 1                | -                | -                | -                | -                | 27               | 1                |
| 2019             | 藤枝             | 33               | J3               | 29               | 0                | -                | -                | -                | -                | 29               | 0                |
| 2020             | 藤枝             | 13               | J3               | 23               | 0                | -                | -                | -                | -                | 23               | 0                |
| 2021             | 富山             | 13               | J3               | 27               | 1                | -                | -                | 1                | 0                | 28               | 1                |
| 2022             | 富山             | 13               | J3               | 31               | 4                | -                | -                | 2                | 1                | 33               | 5                |
| 2023             | 富山             | 13               | J3               | 11               | 1                | -                | -                | 3                | 0                | 14               | 1                |
| 2024             | 八戸             | 61               | J3               | 30               | 1                | 1                | 0                | 1                | 0                | 32               | 1                |
| 2025             | 八戸             | 61               | J3               |                  |                  |                  |                  |                  |                  |                  |                  |
| 通算             | 日本             | 日本             | J2               | 20               | 1                | -                | -                | 2                | 1                | 22               | 2                |
| 通算             | 日本             | 日本             | J3               | 248              | 15               | 1                | 0                | 11               | 3                | 260              | 18               |
| 総通算           | 総通算           | 総通算           | 総通算           | 268              | 16               | 1                | 0                | 13               | 4                | 282              | 20               |

- 2013年は特別指定選手

その他の公式戦
- 2014年
  - 鳥取県サッカー選手権 1試合0得点

- Jリーグ初出場 - 2013年7月7日 J2第23節 対東京ヴェルディ（とりぎんバードスタジアム）
- Jリーグ初得点 - 2013年7月20日 J2第25節 対水戸ホーリーホック（ケーズデンキスタジアム水戸）[14]

## タイトル

### クラブ
京都産業大学
- 関西学生サッカーリーグ2部 (2011年)

関西学生選抜
- デンソーカップチャレンジサッカー (2012年)